# 利伯蒂 (內布拉斯加州)
利伯蒂（英語：Liberty）是位於美國內布拉斯加州蓋奇縣的村。

## 人口
根據2020年美國人口普查的數據，利伯蒂的面積為0.64平方千米，皆為陸地。當地共有人口37人，而人口密度為每平方千米58人。